# سیمئیز
سیمئیز (به لاتین: Simeiz) یک منطقهٔ مسکونی در روسیه است که در شهرداری یالتا واقع شده‌است. سیمئیز ۲٬۶۰۴ نفر جمعیت دارد و ۱۰۰ متر بالاتر از سطح دریا واقع شده‌است.